# MSConfig
MSConfig (oficialmente llamado Configuración del sistema en Windows Vista, Windows 7, Windows 8 y Windows 10 o Utilidad de configuración del sistema en sistemas operativos anteriores) es una utilidad de sistema para solucionar problemas en el proceso de arranque de Microsoft Windows. Puede desactivar o volver a activar software, controladores de dispositivos (drivers) y servicios de Windows que se ejecutan en el arranque, o cambiar los parámetros de arranque.
Se incluye con todas las versiones del sistema operativo Microsoft Windows, desde Windows 98 a excepción de Windows 2000. Los usuarios de Windows 95 y Windows 2000 pueden descargarse la utilidad, a pesar de que no fue diseñado para ellos.